# Специальные технические условия
Специальные технические условия (СТУ) — технические требования в области безопасности объекта капитального строительства, содержащие (применительно к конкретному объекту капитального строительства) дополнительные к установленным или отсутствующим техническим требованиям в области безопасности, отражающие особенности инженерных изысканий, проектирования, строительства, демонтажа (сноса) объекта капитального строительства, а также содержащие отступления от установленных требований.

## Классификация
В зависимости от степени обеспеченности планируемого к строительству объекта действующими нормативными положениями, по решению заказчика (инвестора) СТУ могут разрабатываться трех видов:
- технические требования, в результате применения которых на обязательной основе обеспечивается соблюдение требований Технического регламента;
- технические требования к промышленной безопасности опасных производственных объектов капитального строительства, в результате применения которых на обязательной основе обеспечивается соблюдение требований Технического регламента;
- технические требования к сейсмической безопасности объектов капитального строительства на территориях сейсмичностью более 9 баллов, в результате применения которых на обязательной основе обеспечивается соблюдение требований Технического регламента.

## Разработка и согласование СТУ
СТУ разрабатываются в соответствии с Порядком разработки и согласования специальных технических условий для разработки проектной документации на объект капитального строительства, утвержденным приказом Минстроя России от 30.11.2020 № 734/пр.
Согласование СТУ проводит Министерство строительства и жилищно-коммунального хозяйства РФ (кроме объектов капитального строительства г. Москвы, за исключением объектов по которым предусматривается рассмотрение проектной документации в Главгосэкспертизе по г. Москве). В случае, если СТУ содержат технические требования на проектирование и строительство объектов в части обеспечения пожарной безопасности дополнительно требуется положительное заключение МЧС России.
Разработкой СТУ могут заниматься юридические лица и индивидуальные предприниматели. 
Согласно Приказу МЧС России от 28.11.2011 № 710 (п.24.4) на нормативно-техническом совете не рассматриваются СТУ, содержащие технические решения, аналогичные ранее согласованным в ДНД МЧС России.

## Статус СТУ
Требования СТУ являются приоритетными для процессов проектирования и строительства объектов на территории РФ. При проектировании и строительстве объектов следует в первую очередь руководствоваться требованиями СТУ, требования других строительных норм (СНиП, СП, ГОСТ, ГОСТ Р, ВСН, ВНТП и др.), не имеют силы, если они противоречат требованиям СТУ.

## История вопроса
В 1994-2003 годах на проектирование и строительство уникальных и экспериментальных объектов при необходимости разрабатывались технические условия, которые утверждал заказчик по согласованию с Минстроем России и органами надзора.
Такой вид нормативных документов, как специальные технические условия, появился в апреле 2008 года с выходом приказа Минрегиона РФ от 01.04.2008 г. № 36 «О порядке разработки и согласования специальных технических условий для разработки проектной документации на объект капитального строительства». На тот момент за согласование СТУ отвечало Министерство регионального развития РФ. В дальнейшем, после выхода Постановления Правительства Российской Федерации от 30 июня 2012 г. № 670 («Положение о Федеральном агентстве по строительству и жилищно-коммунальному хозяйству») полномочия по согласованию СТУ были переданы Госстрою. После реорганизации Госстроя 01.11.2013 все его функции, в том числе и согласование СТУ были переданы Министерству строительства и жилищно-коммунального хозяйства Российской федерации. До июля 2020 года порядок разработки и согласования СТУ в Минстрое определялся Приказом Минстроя России № 248/пр от 16.04.2016 (отменён 29 июля 2020 года Постановлением правительства РФ №1136 ).